# 카노 유이
카노 유이(일본어: 鹿野 優以 かの ゆい[*], 1983년 12월 22일~)는 일본의 성우이다. 도쿄도 스미다구 출신이며, 아오니 프로덕션 소속이다.